# Brachiaria stigmatisata
Brachiaria stigmatisata est une plante de la famille des Poaceae et appartenant au genre Brachiaria.
Espèce
Synonymes
- Panicum stigmatisatum Mez[1]